# Cremin
Cremin is een voormalige gemeente en plaats in het Zwitserse kanton Vaud en maakt sinds 1 januari 2008 deel uit van het district Broye-Vully. Voor 2008 maakte de gemeente deel uit van het toenmalige district Moudon.
Cremin telt 61 inwoners.
Op 1 januari ging de gemeente op in Lucens.